# Карл Шпальке (генерал)
Карл Еміль Шпальке (нім. Karl Emil Spalcke; 28 листопада 1891, Дрезден — 1 червня 1967, Бергіш-Гладбах) — німецький офіцер і дипломат, доктор політичних наук, генерал-майор вермахту.

## Біографія
Карл Шпальке був єдиною дитиною власника друкарні Александра Шпальке та його дружини Елізабет, уродженої Лохас. Вивчав політологію та медицину в Берлінському університеті із зимового семестру 1912/13 навчального року по літній семестр 1914 року. З 2 серпня 1914 року воював добровольцем у 9-му запасному гусарському полку. З 21 травня 1916 року служив в 100-му піхотному полку. З 13 липня 1918 року — ад'ютант 44-го піхотного полку.
Після демобілізації армії залишений в рейхсвері. З 6 липня 20 вересня 1929 року служив в Імперському військовому міністерстві.
У зимовому семестрі 1921/22 року він продовжив навчання, тепер уже у Кенігсберзькому університеті, і залишався там до зимового семестру 1922/23 року. У літньому семестрі 1930 року він був зарахований до Тюбінгенського університету. Тут того ж року він отримав докторський ступінь під керівництвом професора Едуарда Лукаса на тему «Диктатура пролетаріату за Каутським та Леніним».
З 1 червня 1933 року він служив консультантом щодо Росії у відділі Т3 (Іноземні армії Сходу) Імперського військового міністерства. Він був усунений від цієї посади через своє критичне ставлення до політики Адольфа Гітлера щодо СРСР. З 1 жовтня 1937 року — командиро 1-го батальйону 3-го піхотного полку. З 22 травня 1938 по 4 червня 1938 він ненадовго був відряджений в Литовську армію, але потім знову прийняв командування 1-м батальйоном 3-го піхотного полку. З 17 вересня 1939 року служив у штабі 3-ї армії, з 9 жовтня 1939 року — в штабі зв'язку з Росією при головнокомандувачі на Сході, з 23 квітня 1940 року — в управлінні економіки та озброєнь ОКВ. В 1940 році очолив німецьку військово-економічну місію в Румунії. Одночасно з 25 грудня 1940 по 20 лютого 1941 року — представник військового аташе, з 15 жовтня 1941 року — військовий аташе німецького посольства в Бухаресті.
В серпні 1944 року взятий в полон румунськими військами. 2 вересня 1944 року переданий радянським військам. З березня 1945 року по грудень 1953 року його дружина та син також утримувалися у радянському полоні як «соціально небезпечні елементи». 10 жовтня 1955 року звільнений. Решту життя прожив у Бергіш-Гладбасі.

## Сім'я
14 травня 1921 року одружився з Елізабет Шарлоттою Веде. В пари народився син, майбутній дипломат Карл Шпальке (1931 — 2020).

## Звання
- Лейтенант резерву (2 вересня 1914)
- Лейтенант (15 травня 1917; патент від 23 березня 1914)
- Оберлейтенант (1 квітня 1923)
- Гауптман (1 квітня 1928)
- Майор (1 лютого 1935)
- Оберстлейтенант (1 жовтня 1937)
- Оберст (1 жовтня 1940)
- Генерал-майор (1 листопада 1943)

## Нагороди
- Залізний хрест
  - 2-го класу (5 вересня 1916)
  - 1-го класу (3 жовтня 1917)
- Нагрудний знак «За поранення» в сріблі (12 листопада 1918)
- Почесний хрест ветерана війни з мечами (21 грудня 1934)
- Медаль «За вислугу років у Вермахті»
  - 4-го, 3-го і 2-го класу (18 років; 2 жовтня 1936) — отримав 3 медалі одночасно.
  - 1-го класу (25 років; 1939)
- Застібка до Залізного хреста
  - 2-го класу (18 вересня 1939)
  - 1-го класу (30 жовтня 1939)
- Орден Корони Румунії, великий офіцерський хрест (12 березня 1942)
- Хрест Воєнних заслуг 2-го класу з мечами (20 квітня 1944)